# Ed Cassidy
Edward Claude "Cass" Cassidy (4 de mayo de 1923 - 6 de diciembre de 2012) fue un baterista de rock y jazz estadounidense que fue uno de los fundadores del grupo de rock Spirit en 1967.

## Biografía
Ed Cassidy nació en Harvey, Illinois, una zona rural en las afueras de Chicago, el 4 de mayo de 1923. Su familia se trasladó a Bakersfield, California en 1931. Cassidy comenzó su carrera como músico profesional en 1937. Sirvió en la Marina de los EE. UU. durante la Segunda Guerra Mundial, y después de su retiro ocupó muchos puestos de trabajo antes de convertirse de nuevo en un músico a tiempo completo. En un tiempo en la década de 1940, Cassidy se presentó 282 veces consecutivas en una sola noche en 17 estados. Trabajó en show de bandas, Dixieland, el país y las bandas occidentales, y en bandas sonoras de películas, además de tener un breve paso por la Ópera de San Francisco.
En 1950, se matriculó en la universidad para obtener una credentia de enseñanza musical. Sin embargo, después de un año, decidió mudarse al sur de California para cumplir con más músicos de jazz y tal vez formar un grupo propio. Durante este período, Cassidy realizó presentaciones junto con muchos músicos destacados del jazz como Art Pepper, Julian Cannonball Adderley, Roland Kirk, Lee Konitz y Gerry Mulligan.
Junto a Taj Mahal y Ry Cooder formaron los Rising Sons en 1964. Después de eso, él formó los Red Roosters en 1965, con su joven hijastro Randy California, Jay Ferguson y Mark Andes. Con la adición de John Locke, se convirtieron en Spirit en 1967.
Desde mediados de la década de 1970, Cassidy también trabajó como actor, incluyendo improvisación en vivo y apariciones en la serie de televisión General Hospital y en películas. Escribió, estudió historia, y continuó manteniendo correspondencia con los fanes de su residencia en el sur de California hasta su muerte. Murió de cáncer en San José a la edad de 89 años, el 6 de diciembre de 2012.